# Santiago Teneraca
Santiago Teneraca är en ort i Mexiko.   Den ligger i kommunen Mezquital och delstaten Durango, i den centrala delen av landet, 700 km nordväst om huvudstaden Mexico City. Santiago Teneraca ligger 1 116 meter över havet och antalet invånare är 269.
Terrängen runt Santiago Teneraca är bergig åt nordväst, men åt sydost är den kuperad. Santiago Teneraca ligger nere i en dal. Runt Santiago Teneraca är det mycket glesbefolkat, med 3 invånare per kvadratkilometer. Närmaste större samhälle är Santa María Magdalena de Taxicaringa, 15,6 km norr om Santiago Teneraca. I omgivningarna runt Santiago Teneraca växer huvudsakligen savannskog.